# 24 juin 1997
Le mardi 24 juin 1997 est le 175e jour de l'année 1997.

## Naissances
- Alex Arrate, joueur français de rugby à XV
- Alexandre Roumat, joueur français de rugby à XV
- Kenneth Paal, joueur néerlandais de football
- Serghei Tarnovschi, céiste moldave

## Décès
- Brian Keith (né le 14 novembre 1921), acteur américain
- Gilbert Robichaud (né le 4 février 1918), personnalité politique canadienne
- Jacques Van der Schueren (né le 30 juillet 1921), politicien belge
- Jean Damascène Nduwayezu (né le 29 mars 1951), écrivain et homme politique rwandais
- Prince Nico Mbarga (né en 1950), musicien nigérien
- Sanjukta Panigrahi (née le 24 août 1944), danseuse indienne
- Serge Michel (né le 22 juillet 1922), journaliste et romancier libertaire français anti-colonialiste

## Événements
- Création de la communauté Intercommunale des Villes Solidaires
- Création du parti politique français : Démocratie libérale
- Sortie de l'album Floored de Sugar Ray
- Sortie de l'album Generation Swine de Mötley Crüe
- Sortie de l'album Necessary Roughness de The Lady of Rage
- Création du parc provincial Thomas Raddall au Canada
- Sortie du jeu vidéo Wave Race